# ガズデン購入

赤：メキシコ割譲地
橙：ガズデン購入地

ガズデン購入地における主要都市

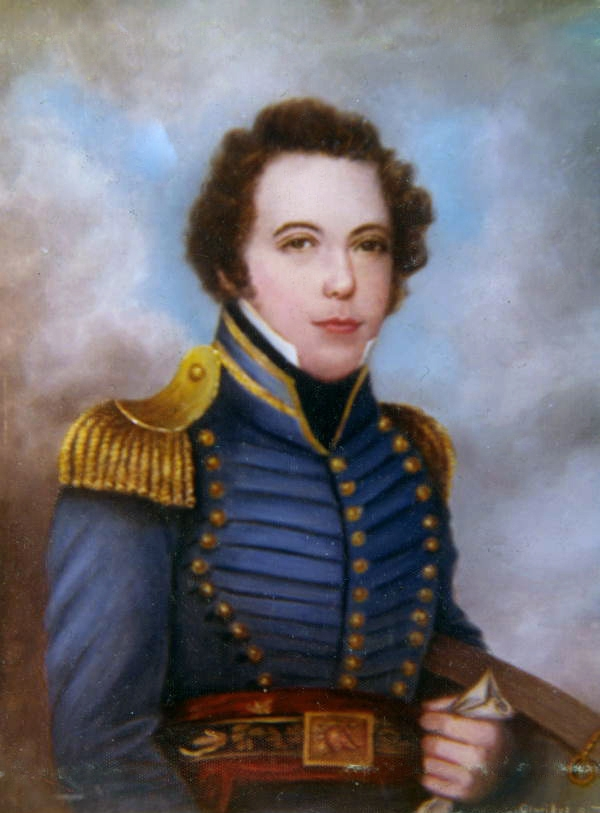
名称の起源となったジェームズ・ガズデン

ガズデン購入（ガズデンこうにゅう、英語: Gadsden Purchase）、またはラ・メシリャ売却（ラ・メシリャばいきゃく、スペイン語: Venta de La Mesilla）は、現在のアメリカ合衆国アリゾナ州南部およびニューメキシコ州にあたる3万平方マイル（7万7700平方キロメートル）の地域を1853年にメキシコよりアメリカが購入した出来事を指す。
この名称は当時アメリカ合衆国のメキシコ担当大臣であったジェームズ・ガズデンにちなむものである。購入した地域は、ヒラ川の南およびリオグランデ川の西の地域であり、山岳・高原地帯である。

## 概要
購入の目的はメキシコ割譲地における米墨間の国境紛争を解決することと、アメリカ大陸横断鉄道の南部ルート建設に必要な土地を確保することであったが、結局その鉄道は建設されなかった。もう一つの目的は、ガズデン購入の5年前の1848年に結ばれたグアダルーペ・イダルゴ条約の埋め合わせのため、メキシコに金銭補償を行う事となっていたが、米墨戦争によりアメリカがメキシコから割譲させた領土の面積に比べ、ガズデン購入分の割譲金額があまりにも少なかった事が発端となり、後にメキシコでは騒動へと発展する (後述)。
1853年12月30日、アメリカのメキシコ担当大臣ジェームズ・ガズデンとメキシコ大統領アントニオ・ロペス・デ・サンタ・アナは該当の土地を1000万ドル（現在の価値でおよそ2.6億ドル）で売買することに同意した。翌1854年4月25日にアメリカ合衆国上院がこの契約を批准、フランクリン・ピアース大統領が署名して成立した。同年6月30日に発効して、この領域はアメリカ合衆国の領土となった。一方、メキシコでは反対に遭い、サンタ・アナが追放される一因となった。